# Benoît Moundélé-Ngollo
Benoît Moundélé-Ngollo est un militaire, homme politique et écrivain congolais né le 22 septembre 1943 à Tsambitso (Oyo). 
Il fut Ministre des travaux publics et de la construction (1979-1989), maire de Brazzaville (1999-2003) ainsi que préfet du département de Brazzaville (2003-2015).

## Biographie
Benoît Moundélé-Ngollo naît le 22 septembre 1943 à Sainte-Radegonde (Tsambitso) dans le district d'Oyo (Cuvette). Au sein de l'armée congolaise, il atteint le grade de général de division.
Il est nommé Ministre des travaux publics et de la construction (1979-1989) au cours de la première présidence de Denis Sassou-Nguesso. Il combat d'ailleurs pour ce dernier durant la guerre civile, où il occupe également la fonction de directeur central des constructions et des fortifications des forces armées congolaises (1992-1997). Il est ensuite nommé conseiller spécial à la présidence de la République (1997-1999). 
Après la guerre, il est élu maire de Brazzaville en 1999. Aux côtés de son épouse, la femme politique Yvonne-Adélaïde Mougany, il occupe un rôle-clé dans les négociations de paix avec le Pasteur Ntumi. En février 2003, il devient préfet du département de Brazzaville. 
Il a écrit plusieurs livres, notamment Lettres ouvertes ou Mea maxima culpa (2009), dans lequel il fait part de ses regrets quant à certains de ses actes durant la guerre civile, et dénonce les coups d'État militaires,.
Issu de l'ethnie mbochi, Benoît Moundélé-Ngollo est chef coutumier dans les districts d'Ongoni et d’Ollombo.

## Publications
- Piments sucrés sous les tropiques, Encre Noire, 2000, 103 p.
- Lettres ouvertes ou Mea maxima culpa  (préf. Théophile Obenga), Éditions Hémar, 2009 (ISBN 978-2-915448-23-8)
- Je plaide non coupable, Paris, Éditions L'Harmattan, 2014, 235 p. (ISBN 978-2-343-02993-1)
- Blague à part : toute vérité est bonne à dire, Paris, Éditions L'Harmattan, 2015, 253 p. (ISBN 978-2-343-07318-7)
- Coktail Molotov : bourré de vérités détonantes qui explosent dans un snoprac  (préf. Frédéric Bobongo), Paris, Éditions L'Harmattan, 2015, 189 p. (ISBN 978-2-343-05200-7)
- Les vautours ou charognards de la République populaire de Lokuta Capitale Mbongwana : Des néologismes qui peuvent enrichir la langue française, Paris, Éditions L'Harmattan / Les Impliqués, 2017, 96 p. (ISBN 978-2-343-12360-8, présentation en ligne)
- Ce n'est pas ça mon combat à moi  (préf. Dominique Ngoïe-Ngalla, postface Charles Zacharie Bowao), Paris, Éditions L'Harmattan / Les Impliqués, 2018, 198 p. (ISBN 978-2-343-14843-4, présentation en ligne)
- Révélations confidentielles, Éditions L'Harmattan / Les Impliqués, 2022, 206 p. (ISBN 2343253293)